# تونس في الألعاب البارالمبية الصيفية 2008
شاركت تونس في الألعاب البارالمبية الصيفية بيجين 2008, و هي المشاركة السادسة في تاريخها منذ سنة 1988 و أبرز مشاركة لها في الألعاب حيث اختتمت الدورة ب 21 ميدالية (9 ذهبية، 9 فضية و 3 برنزية). بهذه النتيجة تحتل تونس مجددا صدارة الترتيب على الصعيدين العربي والإفريقي.

## الميداليات
فازت تونس بكافة ميدالياتها في منافسات ألعاب القوى وأنهت الدورة في المرتبة الخامسة في هذا الاختصاص ويُحوصل رئيس الجامعة التونسية لرياضة المعوقين كما يلي:
تحصلنا على 21 ميدالية: 9 ذهبية و9 فضية و3 برنزية كما حقق أولادنا ثلاث أرقام قياسية العيدودي حقق أرقامًا قياسية عالمية في رمي الجلة والصولجان كما حققت روعة التليلي المتحصلة على ذهبية وفضية رقما قياسيا عالميا في رمي الجلة . ومثلها محمد فرحات شيدة الذي سبق له وأن تحصل على ميداليات كما لا أنسى اللاعبة المتميزة سمية بوسعيد التي حققت أرقام قياسية في رياضة العدو أهلتها للمشاركة مع الأسوياء في الألعاب المتوسطية جوان القادم.